# Журавковичі
Журавковичі (біл. вёска Жураўкавічы) — село в складі Червенського району Мінської області, Білорусь. Село підпорядковане Смиловичівській селищній раді, розташоване в центральній частині області.